# Equaflight

Equaflight (también conocida como Equaflight Services) es una aerolínea con sede en Pointe-Noire, República del Congo, que opera vuelos regulares y chárter (tanto de pasajeros como de carga) desde su base de operaciones en el Aeropuerto de Pointe Noire. La compañía fue fundada en 1998. Al igual que el resto de aerolíneas de la República del Congo, Equaflight tiene prohibida su entrada en la Unión Europea desde 2009.

## Destinos
Equaflight opera vuelos regulares de pasajeros a los siguientes destinos:
República del Congo
- Brazzaville – Aeropuerto Maya-Maya

- Pointe-Noire – Aeropuerto de Pointe Noire base

Gabón
- Port-Gentil – Aeropuerto Internacional de Port-Gentil

Además, la aerolínea opera vuelos ejecutivos chárter a través de la marca Equajet.
Angola
- Luanda – Aeropuerto Quatro de Fevereiro

## Flota
En abril de 2012, la flota de Equaflight se componía de las siguientes aeronaves:

## Certificación
- El programa de Auditorías sobre Seguridad Operacional de IATA (IOSA) es el sistema de evaluación más conocido, designado para valorar los protocolos de seguridad y los sistemas de control de una aerolínea.

EQUAFLIGHT está registrada en IOSA desde el 15 de julio de 2011, y se convirtió en la primera aerolínea del Centro de África en obtener esta distinción.